# Арсен Дедич
Арсеній «Арсен» Дедич (хорв. Arsenije "Arsen" Dedić; 28 липня 1938, Шибеник — 17 серпня 2015, Загреб) — югославський та хорватський співак та автор пісень. Писав і грав пісні у стилі французького шансону, а також музику до фільмів. Лавреат багатьох поетичних премій, один із найпопулярніших поетів Югославії та Хорватії.

## Дискографія
Альбоми, що вийшли на вінілі
- Čovjek kao ja (1969)
- Arsen 2 (1971)
- Homo Volans (подвійний альбом) (1973)
- Vraćam se (1975)
- Porodično stablo (1976)
- Arsenal (1976)
- Otisak autora (1976)
- Pjesme sa šlagom (1976)
- Dedić-Golob (1977)
- Kuća pored mora (інструментальний) (1978)
- Rimska ploča (1980)
- Pjevam pjesnike (1980)
- Naručene pjesme (1980)
- Gabi i Arsen (1980)
- Carevo novo ruho (1981)
- Arsen pjeva djeci (1982)
- Provincija (1984)
- Kantautor (подвійний альбом) (1985)
- Moje popevke (1986)
- Kino Sloboda (1987)
- Arsen & Bora Čorba Unplugged `87 (1987)
- Hrabri ljudi (Ґабі та Арсен) (1988)
- Glazba za film i TV (1989)
- Svjedoci priče (1989)

Альбоми, що вийшли на CD
- Najbolje od Arsena (1991)
- Tihi obrt (1993)
- Der Gesang der Narren von Europa (1995 — з Джевадом Карахасаном і Гербертом Ґанчахером)
- Ko ovo more platit (1995)
- Ministarstvo (1997) / Ministarstvo straha (2000, 2005)
- Herbar (1999)
- Čovjek kao ja (1969, 1999)
- Kino Sloboda (1987, 2000)
- Kinoteka (2002)
- Homo volans (1973, 2003)
- Imena žena (2003)
- Na zlu putu (2004)
- Ministarstvo straha (2006)
- Rebus (2008)

## Поезія
- «Brod u Boci» (Croatia Concert, Заґреб, 1971)
- «Hotel Balkan» (Znanje, Заґрею, 1987)
- «101 Pjesma» (Svjetlost, Сараєво, 1989)